# Джордж Рук
Сър Джордж Рук (на английски: George Rooke; 1650 – 24 януари 1709) е английски морски адмирал, който участва в няколко важни войни – Третата англо-холандска (1672 – 1674), Деветгодишната (1688 – 1697) и Войната за испанското наследство (1701 – 1714). Прочува се най-вече с превземането на Гибралтар през 1704 г. – събитие, което има отзвук до съвременността. По този повод известният морски историк А. Махън пише: „Това е, което държи името на Рук живо и до днес, защото на неговото безстрашие и отговорност Англия дължи ключа към Средиземноморието.“

## Произход и семейство
Роден е през 1650 г. (датата е неизвестна) в имението Сейнт Лорънс в графство Кент. Баща му е сър Уилям Рук, ключова фигура на торите в района. Той получава рицарско звание през 1685 г. за вярна служба на династията на Стюартите. Майка му Джейн е дъщеря на сър Томас Финч. Джордж Рук се жени три пъти:
- през октомври 1684 г. за Мери Хоу, от която няма деца;
- на 21 януари 1701 г. за Мери Лътръл, от която има един син;
- на 16 януари 1706 г. за Кетрин Натчбул; от този брак също няма деца.[2]

## Ранни акции по море
На 22-годишна възраст става доброволец във флота и бързо заслужава лейтенантски чин. Първата битка, в която участва, е при Солбей (28 май 1672), когато големият холандски адмирал Михиел де Ройтер успешно атакува англо-френската ескадра. После е преместен на флагмана на йоркския херцог Джеймз (бъдещият Джеймз II) и като такъв се бие при Шоневелд (юни 1673). През септември 1673 г. става капитан и получава командването на първия си кораб – Холмс.

## През Деветгодишната война
Макар че баща му е привърженик на Джеймз ІІ, след Славната революция (1688) Джордж Рук приема да служи на новия крал Уилям III. В започналата Деветгодишна война Англия се съюзява с Холандия, Испания и Австрия срещу хегемонията на Луи ХІV. Френският крал решава да извърши инвазия на Британските острови и да възстанови Джеймз като свой съюзник. Първата му цел е католическа Ирландия, където още през 1689 г. се появява френска армия. Рук е сред тези адмирали, които се включват в борбата за контрол над водите около острова. През 1690 г. участва в трагичната за англичаните битка при Бийчихед, както и две години по-късно в победите при нос Барфльор и при Ла Уг, под командата на сър Едуард Ръсел. През 1693 г. на свой ред получава рицарско звание, а малко по-късно става и главнокомандващ на кралските военноморски сили в Средиземно море. През юни същата година преживява голямо разочарование, когато командваният от него конвой е причакан от френския адмирал Турвил и разбит в битката при Лагуш (край Португалия).
През 1700 г. сър Джордж Рук за кратко участва във Великата северна война. Командва ескадрата, която улеснява шведския крал Карл XII да акостира близо до Копенхаген и да принуди Дания да напусне съюза с Полша и Русия.

## През Войната за испанското наследство
Изчерпването на династията на Хабсбургите през 1700 г. в Испания довежда до конфликт за нейното наследство. Отново се създава Великият съюз, който се бори против правото на френски принц да седне на испанския престол. Този път Испания се оказва на страната на Луи ХІV, поради което част от действията на английския флот са насочени против нея. Рук участва в неуспешния опит да се превземе важното испанско пристанище Кадис (1702), пленява сребърната флотилия в битката при Виго, опитва се да блокира френското пристанище Тулон. В началото на август 1704 г. решава да превземе стратегическото място Гибралтар, за да създаде там английска база в Средиземно море. Този успех довежда до ответни атаки на французите и испанците, но крепостта удържа натиска.
Луи ХІV изпраща корабите си от Тулон, за да окажат помощ при атаките срещу Гибралтар. На 24 август при Малага Рук ръководи най-важната битка в живота си. Неговите 53 линейни кораба влизат в артилерийски двубой с 51 френски, но не се представят достатъчно добре. Французите излизат победители с малко предимство (всъщност никоя страна не изгубва нито един кораб), но не се възползват от успеха. В крайна сметка Рук може да е доволен, защото осигурява на Гибралтар спокойствие по море.
Неговите успехи пробуждат ревността на херцог Марлборо и той се погрижва Рук да се раздели с поста си на главнокомандващ. През 1705 г., страданията му от подагра стават твърде силни и той окончателно напуска флота. През 1708 г. се отказва и от мястото си в парламента. Умира в родното си имение на 59-годишна възраст.